# Said Chiba
Said Chiba - em árabe: سعيد شيبا‎ (Casablanca, 28 de setembro de 1970) é um ex-futebolista, atualmente treinador de futebol marroquino.

## Carreira

### Clubes
Jogou por mais tempo no FUS de Rabat, entre 1988 e 1995, retornando em 2005. Atuaria também por Al-Hilal, Compostela, Nancy, Motherwell, Aris Salônica, Qatar SC e Al-Khaleej. Abandonou os gramados em 2007.

## Seleção
Disputou a Copa de 1998, ficando mais conhecido por ter dado uma forte solada no atacante brasileiro Ronaldo. em partida terminada por 3-0 para o Brasil.

## Treinador
Iniciou sua carreira de treinador no ano de 2007, no Qatar SC como assistente de Dimitri Davidovi e Sebastião Lazaroni e depois, efetivado como treinador principal, aonde ficou até 2012.